# Traveling Wilburys
The Traveling Wilburys (Los Viajeros Wilbury) fue un supergrupo británico-estadounidense integrado por Bob Dylan, George Harrison, Jeff Lynne, Roy Orbison y Tom Petty, junto con el acompañamiento a la batería de Jim Keltner. La banda estuvo en activo desde 1988 a 1990 y solo sacaron dos discos al mercado: Traveling Wilburys Vol. 1 y Traveling Wilburys Vol. 3. Ambos LP tuvieron un gran recibimiento de crítica y público, llegando el primero al n.º 2 de la lista de éxitos musicales estadounidense Billboard 200, mientras que el segundo llegó al puesto n.º 11 de la misma lista.
Roy Orbison falleció el 6 de diciembre de 1988 a los 52 años, víctima de un infarto en su domicilio de Hendersonville (Tennessee), apenas dos meses después de la publicación de Traveling Wilburys Vol. 1.[cita requerida]

## Historia

### Vol. 1yVol. 3(1988-1990)
George Harrison mencionó por primera vez a The Traveling Wilburys en una entrevista de radio con Bob Coburn en febrero de 1988. Cuando le preguntaron qué tenía pensado hacer después de su álbum Cloud Nine, Harrison contestó: «Lo que realmente me gustaría hacer a continuación es... hacer un álbum con algunos de mis amigos... algunas canciones, ya sabes. Quizás The Traveling Wilburys... es el nuevo grupo que tengo: se llama "The Traveling Wilburys", me gustaría hacer un álbum con ellos y luego podremos hacer nuestros propios trabajos otra vez». Wilbury era un término utilizado por primera vez por Harrison durante la grabación de Cloud Nine con Jeff Lynne. En referencia a los errores de grabación creados por algún equipo defectuoso, Harrison comentaba en tono de broma: «We'll bury 'em in the mix» (en español: «Los enterraremos en la mezcla»). A partir de entonces, Harrison y Lynne utilizaron el término para cualquier pequeño error, y fue retomado de nuevo cuando el grupo estaba unido. En un principio, Harrison sugirió el nombre de «The Trembling Wilburys»; en cambio, Lynne sugirió «The Traveling Wilburys», con el que el resto del grupo estuvo de acuerdo.
A raíz de una comida entre Harrison, Lynne y Roy Orbison el grupo se unió en el estudio de música personal de Bob Dylan en Malibú (California) para grabar la cara B del sencillo «This Is Love», del álbum Cloud Nine. La participación de Tom Petty en la grabación fue casual, ya que Harrison había dejado su guitarra en casa de Petty y ambos regresaron juntos al estudio de Dylan. Sin embargo, Warner Bros. decidió que la canción resultante, «Handle with Care», era demasiado buena para ser relegada a una cara B. Los músicos disfrutaron trabajando juntos y decidieron grabar un álbum completo. Bajo el título de Traveling Wilburys Vol. 1 y compuesto entre los cinco miembros del grupo, el álbum fue grabado en un periodo de diez días en mayo de 1988 en el jardín y hogar del miembro de Eurythmics Dave Stewart. La broma sobre el término «Wilbury» se amplió aún más cuando los miembros del grupo fueron acreditados con seudónimos y fingiendo ser hermanos, hijos de Charles Truscott Wilbury Sr., Traveling Wilburys Vol. 1 fue un éxito comercial y de crítica que alcanzó el estatus de triple disco de platino en Estados Unidos y fue nominado a los premios Grammy en la categoría de mejor interpretación rock de un dúo o grupo con vocalista.
El 6 de diciembre de 1988, apenas dos meses después de la publicación de Traveling Wilburys Vol. 1, Roy Orbison falleció de un ataque al corazón. En su homenaje, el videoclip de «End of the Line» incluyó la guitarra eléctrica de Orbison balanceándose sobre una mecedora mientras el resto del grupo tocaba la canción. A pesar de su fallecimiento, el resto de la formación grabó un segundo y último álbum, intencionadamente con el título de Traveling Wilburys Vol. 3. Publicado en octubre de 1990, obtuvo un éxito inferior a su predecesor al alcanzar el puesto 11 en la lista Billboard 200 y el 14 en la británica UK Albums Chart.

### Colaboraciones (1989-1992)
Durante el tiempo que el grupo estuvo activo los cinco miembros de The Traveling Wilburys colaboraron frecuentemente en varios proyectos en solitario de cada uno de ellos: Jeff Lynne y Tom Petty trabajaron en Mystery Girl, el último trabajo de estudio de Roy Orbison, en el cual George Harrison contribuyó tocando la guitarra eléctrica en una canción. Lynne también produjo Full Moon Fever, el primer disco de Tom Petty en solitario, en el que Harrison también tocó la guitarra. Lynne volvió a producir el siguiente trabajo de Tom Petty and the Heartbreakers, Into the Great Wide Open, publicado en 1991. En 1990, tras la separación del grupo Electric Light Orchestra, Lynne publicó su primer disco en solitario, Armchair Theatre, que contó con la presencia de Tom Petty y George Harrison. Ambos músicos también participaron en el The 30th Anniversary Concert Celebration, un concierto homenaje a Dylan organizado en 1992.
The Traveling Wilburys también aparecieron como grupo en varios proyectos paralelos a sus dos únicos discos. Al respecto, Harrison fue acreditado como Nelson Wilbury en el álbum Winter Warnerland, que también incluyó al actor Paul Reubens como Pee Wee Wilbury, así como con el nombre de Spike and Nelson Wilbury en su propio disco en directo Live in Japan, publicado en 1992. El grupo también contribuyó grabando la canción «Nobody's Child» al álbum benéfico Nobody's Child: Romanian Angel Appeal, publicado en julio de 1990.

### Después del grupo
A pesar de grabar solo dos álbumes como grupo, sus miembros siguieron colaborando en distintos proyectos en solitario en sucesivos años. Jeff Lynne y Tom Petty colaboraron con el cantante Del Shannon en su álbum de 1991 Rock On!, lo cual desató rumores de una posible sustitución de Orbison por Shannon en el grupo. Después de su gira por Japón, George Harrison comentó sobre una posible gira con Traveling Wilburys: «Eso sería algo que me gustaría experimentar. Siempre he jugado un poco con mi propia mente sobre lo que una gira con los Wilburys podría ser. ¿Podría cada persona hacer un set en solitario y luego hacer uno con los Wilburys al final, o deberíamos ir todos juntos de principio a fin y hacerlo como Wilburys? Es un pensamiento interesante. Podríamos tener una gran banda y nosotros cuatro tocar en acústico si quisiéramos. Podríamos cantar todos "Blowin' in the Wind" y Bob podría cantar "Something". O podríamos simplemente cantar nuestras canciones individuales y hacerlas melodías de los Wilburys, como si las hubiésemos grabado de esa manera. Fuese lo que fuese, podríamos hacerlo». Sin embargo, la gira nunca fue llevada a cabo. 
Lynne continuó trabajando con Harrison ocasionalmente, además de producir las canciones «Free as a Bird» y «Real Love» durante el proyecto The Beatles Anthology. Tras la muerte de Harrison en 2001, su hijo Dhani Harrison trabajó con Lynne para finalizar Brainwashed, el último álbum de estudio de Harrison. En noviembre de 2002, con motivo del primer aniversario de su fallecimiento, Lynne y Petty interpretaron «Handle with Care» en el memorial Concert for George, organizado en el Royal Albert Hall de Londres. En 2006 Lynne volvió a colaborar con Petty como productor de Highway Companion. 
Durante la década de 1990 los dos discos del grupo estuvieron agotados en la mayoría de las tiendas. Harrison, como titular principal de los derechos de publicación, y a pesar de estar remasterizando su catálogo musical antes de fallecer, no llegó a reeditarlos. En junio de 2007 ambos fueron finalmente reeditados en The Traveling Wilburys Collection, una caja recopilatoria con dos CD y DVD que incluyó un documental de veinticuatro minutos de duración y varios vídeos musicales. La caja fue publicada en tres formatos: una edición estándar, con ambos discos y el DVD en un doble paquete tamaño digipack con un libreto de dieciséis páginas; una edición deluxe con el mismo contenido más un libreto de cuarenta páginas, postales y fotografías, y una edición deluxe en vinilo con un sencillo de 12". The Traveling Wilburys Collection debutó en el primer puesto de las listas británica y australiana. En los Estados Unidos el álbum llegó al puesto 9 de la lista Billboard 200, mientras que a nivel mundial vendió 500.000 copias en su primera semana.

## Discografía
- 1988: Traveling Wilburys Vol. 1
- 1990: Traveling Wilburys Vol. 3
- 2007: The Traveling Wilburys Collection

## Miembros
En Traveling Wilburys Vol. 1:
- Nelson Wilbury - George Harrison
- Lefty Wilbury - Roy Orbison
- Otis Wilbury - Jeff Lynne
- Charlie T. Wilbury Jr. - Tom Petty
- Lucky Wilbury - Bob Dylan

En Traveling Wilburys Vol. 3:
- Spike Wilbury - George Harrison
- Clayton Wilbury - Jeff Lynne
- Muddy Wilbury - Tom Petty
- Boo Wilbury - Bob Dylan

En la reedición de los álbumes el baterista Jim Keltner, que en un primer momento no aparecía bajo el apellido Wilbury, figura como "Buster Wilbury".

### Los componentes tras la disolución del grupo
Roy Orbison falleció el 6 de diciembre de 1988 a los 52 años víctima de un infarto en su domicilio de Hendersonville (Tennessee), George Harrison falleció el 29 de noviembre de 2001 a los 58 años debido a un cáncer de pulmón en la casa de Paul McCartney en Los Ángeles (California), y Tom Petty falleció el 2 de octubre de 2017 a los 66 años también víctima de un infarto en su domicilio de Santa Mónica (California). Solo dos miembros del grupo permanecen vivos: Jeff Lynne y Bob Dylan (este último recibió en 2016 el Premio Nobel de Literatura). El baterista Jim Keltner también continúa vivo.[cita requerida]